# Bakterielle Vaginose
Als bakterielle Vaginose (auch als  Aminkolpitis bezeichnet) wird die untypische Besiedlung der Vagina (Scheide) vor allem mit Anaerobiern bezeichnet, die zu einer Entzündung im Scheidenbereich (einer Kolpitis) führt, aber auch das weibliche äußere Genitale mitbetreffen kann und damit eine Vulvovaginitis bewirkt.

## Erreger
Die Vagina einer geschlechtsreifen, gesunden Frau wird von einer großen Anzahl von aeroben und anaeroben Keimen besiedelt. Pro Milliliter Scheidenflüssigkeit sind 100 Millionen bis 1 Milliarde dieser Keime nachweisbar. Überwiegend bestehen diese aus verschiedenen Spezies von Laktobazillen, sog. Döderlein-Bakterien, die als Kommensalen eine Vermehrung meistens in geringer Zahl auch vorhandener fakultativ pathogener, das heißt potentiell krankheitsauslösender Keime verhindern. Bei der bakteriellen Vaginose ist das Gleichgewicht der Scheidenflora jedoch gestört, so dass in vermehrtem Ausmaß eine sog. Mischflora nachweisbar ist, die aus Gardnerella vaginalis bei über 90 % und anderen Anaerobiern (wie Prevotella, früher: Bacteroides spp. bei 50–100 %, Mobiluncus spp. bei 8–85 %,  Peptostreptococcus bei ca. 30 %) sowie genitalen Mykoplasmen bei 60–90 % der untersuchten Frauen besteht. Etwa 2006 wurde ein neuer Erreger (Atopobium vaginae) beschrieben, der bei bakteriellen Vaginosen nachweisbar und gegen Metronidazol resistent ist.

## Epidemiologie
Da einerseits die Hälfte der (z. B. im Rahmen einer Vorsorge) untersuchten Frauen tatsächlich beschwerdefrei ist, andererseits bestehende Symptome oft als Soorkolpitis fehldiagnostiziert und behandelt werden, ist die Anzahl der Frauen mit bakterieller Vaginose nur zu schätzen. Bei US-amerikanischen Frauen wird eine Prävalenz von 10–20 Millionen vermutet. Weltweit haben 15 bis 50 % aller Frauen im reproduktiven Alter eine bakterielle Vaginose. Bei zwei Dritteln der Frauen mit verstärktem Ausfluss kann bei entsprechender Untersuchung eine bakterielle Vaginose nachgewiesen werden.
In einer Studie von 2021 wurde nach möglichen Reservoiren der vier mit bakterieller Vaginose assoziierten Organismen Mobiluncus mulieris, Mobiluncus curtisii, Mycoplasma hominis und Gardnerella vaginalis gesucht. Alle vier Organismen wurden aus dem Rektum von 45 bis 62 % der Frauen mit bakterieller Vaginose und 10 bis 14 % der Frauen ohne bakterielle Vaginose isoliert. Sie kamen auch im Rektum von Männern und Kindern vor. Mycoplasma hominis wurde aus dem Oropharynx von einigen Erwachsenen gewonnen, bei deren Sexualpartnern der Organismus genital vorkam. Mobiluncus spp. trat nur in den Vaginas von Frauen mit bakterieller Vaginose auf (97 %). Die Untersuchungsergebnisse deuten darauf hin, dass die mit der bakteriellen Vaginose assoziierten Organismen die Vagina vom Enddarm aus besiedeln. In Genitalproben von Männern wurden die Organismen nur selten gefunden. Bei einigen männlichen Begleitern von Frauen mit bakterieller Vaginose wurden die Erreger aus der Harnröhre gewonnen. Nach zweiwöchigem Gebrauch von Kondomen beim Geschlechtsverkehr verblieb nur Mycoplasma hominis in der Harnröhre eines Mannes.
Eine Analyse der US-amerikanischen National Health and Nutrition Examination Surveys fand einen Zusammenhang zwischen der Häufigkeit einer bakteriellen Vaginose und der Ethnie (Schwarze Frauen 51,4 %, Lateinamerikanerinnen 31,9 % und Kaukasierinnen 23,2 %). Armut, geringe Bildung, Rauchen, Übergewicht, Zahl der Sexualpartner erhöhen das Risiko. Orale Kontrazeption (Antibabypille) war mit geringerem Risiko assoziiert. Eine hohe Duschfrequenz war ebenfalls mit bakterieller Vaginose korreliert, wobei unklar bleibt, was Ursache und Wirkung ist. (Führt häufiges Duschen zu einer Vaginose oder haben Frauen mit Vaginose häufiger das Bedürfnis, zu duschen?)
Da Gardnerella vaginalis wohl im Scheidensekret gesunder, sexuell aktiver Frauen (wenn auch in geringerem Maße) aufgefunden werden kann, andererseits kaum bei Mädchen und Jungfrauen, und auch die Harnröhre der meist symptomlosen männlichen Geschlechtspartner zu 75 % besiedelt ist, kann von einer Übertragung durch Vaginalverkehr ausgegangen werden. Die BV ist ein weltweit zu erhebender „Befund“.
Falls der Sexualpartner mit HIV infiziert ist, erhöht eine bakterielle Vaginose die Wahrscheinlichkeit der Übertragung auf die Frau.

## Krankheitswert
Aus dem Gesagten folgt, dass eine Besiedlung mit den entsprechenden Keimen noch keinen Krankheitswert an sich hat und die früher übliche Bezeichnung „Amin-Kolpitis“, die auf eine vaginale Entzündung verweist, tatsächlich besser durch den neutraleren Begriff der Vaginose ersetzt werden sollte. Wohl wurde bei einem Nachweis in der Schwangerschaft eine Verbindung zu vorzeitigem Blasensprung, einer erhöhten Frühgeburtenrate und einem niedrigeren Geburtsgewicht der Neugeborenen hergestellt, andererseits konnte dies durch eine prophylaktische Behandlung der BV auch nicht verhindert werden.
Zusammenhänge wurden auch mit Infektionen des oberen Genitaltrakts hergestellt. Deshalb empfiehlt es sich, vor operativen Eingriffen in diesem Bereich, wie Schwangerschaftsabbruch, Einlegen einer Spirale u. a., einen Vaginalabstrich zu veranlassen.

## Symptome
Welche Faktoren letztlich für einen Wandel der BV zur bakteriellen Kolpitis entscheidend sind, konnte bis heute nicht eindeutig geklärt werden. Bakterielle Adhäsine und entsprechende Rezeptoren an der Oberfläche der Vaginalepithelzellen sind vermutlich ebenso von Bedeutung wie Art und absolute Menge der vorgefundenen atypischen Keime.
Im Falle einer Erkrankung kommt es nach einer Inkubationszeit von weniger als einer Woche zu einem dünnflüssigen Ausfluss. Seltener sind Beschwerden wie „Trockenheitsgefühl“ (trotz Ausfluss), Juckreiz oder Brennen und eine dadurch bedingte Dyspareunie zu nennen. Der sowohl bei Frauen mit starken Symptomen als auch bei symptomarmen Frauen bemerkte „fischartige“ Geruch wird als äußerst störend empfunden.
Das äußere Genitale (die Vulva) ist selten betroffen und die Scheide selbst weist nur leichte Entzündungszeichen auf. Als (zu diesem Zeitpunkt) sexuell übertragbare Erkrankung findet sich auch beim Partner eine zumeist milde und kurzanhaltende Balanoposthitis.

## Diagnose
Mit dem Mikroskop kann nach Färbung mit 1%iger Methylenblaulösung bereits bei geringer Vergrößerung (40 x) die Bakterienbesiedlung beurteilt werden. Bei der Untersuchung fallen sog. Schlüsselzellen (engl.: Clue cells) als Hinweis für eine Gardnerella-Infektion und Leukozyten (>10/Gesichtsfeld) auf. Einen Hinweis auf einen Anaerobierbefall (Mobiluncus spp.) liefern die sog. Kommazellen.
Schlüsselzellen sind Zellen der Scheidenhaut (Plattenepithelien vom Intermediärzelltyp), die von dichtgepackten kurzen basophilen Stäbchen bedeckt werden (ein sog. Bakterienrasen). Dadurch erscheinen sie bereits in der Übersichtsmikroskopie dunkelblau. Lactobacillus und Kokken können ein ähnliches Bild verursachen. Der zytologische Befund erlaubt lediglich die Verdachtsdiagnose.
Der Wert der alleinigen mikroskopischen Untersuchung ist jedoch stark in Zweifel zu ziehen.

## Therapie
Eine symptomatische bakterielle Vaginose wird außerhalb der Schwangerschaft üblicherweise mit den Antibiotika Metronidazol (Tabletten oder Vaginalcreme) oder Clindamycin (Vaginalcreme) behandelt. In der Schwangerschaft sollte Clindamycin erst nach dem ersten Trimenon verordnet werden (dann als orale Therapie); besteht eine Behandlungsindikation im ersten Trimenon, wird Metronidazol eingesetzt.
Metronidazol ist in mehreren Studien bei Mäusen und Ratten karzinogen gefunden worden.
Wer keine Antibiotika verwenden möchte, kann Prebiotika versuchen. Prebiotika enthalten Nährstoffe, die den körpereigenen Milchsäurebakterien zugeführt werden. So können sich diese Bakterien vermehren, bis sie in dominanter Menge vorhanden sind, und folglich die Säure produzieren, die eine gesunde Scheidenflora bildet. Dokumentation für die Wirkung von Laktose für diesen Zweck sind Verbrauchertests.